# Kitanagoya (Aichi)
Kitanagoya (北名古屋市 Kitanagoya-shi?) es una ciudad que se encuentra al noroeste de la Prefectura de Aichi, Japón. Su nombre significa "Norte de Nagoya", al ubicarse en esa dirección.
Según datos del 2010, la ciudad tiene una población estimada de 80.980 habitantes y una densidad de 4.410 personas por km². El área total es de 18,37 km².
La ciudad fue fundada el 20 de marzo de 2006. Fue creada a partir de la fusión de los pueblos de Shikatsu y Nichihari.